# الفی شلگل
الفی شلگل (به انگلیسی: Elfi Schlegel) ژیمناست زادهٔ ۱۷ مهٔ ۱۹۶۴ میلادی اهل کشور کانادا است.